# Charles s'en charge
Charles s'en charge (Charles in Charge) est une série télévisée américaine en 126 épisodes de 25 minutes, créée par Michael Jacobs et Barbara Weisberg et diffusée entre le 3 octobre 1984 et le 24 juillet 1985 sur le réseau CBS et entre le 3 janvier 1987 et le 8 décembre 1990 en syndication.
En France, la série a été diffusée à partir du 27 janvier 1992 sur TF1 au Club Dorothée et rediffusée sur AB1.

## Synopsis
Pour financer ses études, le jeune Charles devient « garçon au pair » de la famille Pembroke qui a trois enfants (une fille et deux garçons). Mais au bout d'un an, les Pembroke vont s'installer à Seattle et la famille Powell emménage à leur place. Charles garde son « poste » et s'occupe désormais de deux filles et d'un garçon...

## Distribution
- Scott Baio (VF : Éric Legrand) : Charles
- Willie Aames (VF : William Coryn): Buddy Lembeck
- Jennifer Runyon (VF : Stéphanie Murat) : Gwendolyn Pierce
- James Widdoes (VF : Patrick Poivey) : Stan Pembroke
- Michael Pearlman (VF : Brigitte Lecordier) : Jason Michael Pembroke
- Julie Cobb (VF : Marion Game puis Michèle André) : Jill Pembroke
- April Lerman (VF : Isabelle Maudet) : Lila Pembroke
- Jonathan Ward (VF : Natacha Geritssen) : Douglas Pembroke
- James T. Callahan (VF : Michel Gudin) : Walter Powell
- Sandra Kerns (VF : Mireille Audibert) : Ellen Powell
- Nicole Eggert (VF : Amélie Morin) : Jamie Powell
- Josie Davis (VF : Barbara Tissier) : Sarah Powell
- Alexander Polinsky (VF : Francette Vernillat) : Adam Powell
- Ellen Travolta (VF : Régine Blaess) : Lillian
- Justin Whalin (VF : Gilles Laurent) : Anthony

## Épisodes

### Première saison (1984-1985)
1. Devoirs du soir (Pilot)
2. Activités extra-scolaires (Extracurricular Activity)
3. Un samedi pas comme les autres (Another Saturday Night)
4. C'est la guerre (War)
5. Le Cousin Elliott (Cousin Elliott)
6. Ah les femmes (Slumber Party)
7. Discipline (Discipline)
8. Ce soir ou jamais (Trick or Treat)
9. Premier rendez-vous (A Date with Enid)
10. Ami, ami (Friends & Lovers)
11. Vacances de Noël (Home for the Holidays)
12. Cas de conscience (Accidental Puppy)
13. L'exposé (The Commotion)
14. Madame la Présidente (Mr. President)
15. La décision (Jill's Decision)
16. Grand-mère tornade (Pressure from Grandma)
17. Bloqué par la neige (Snowed In)
18. Charles au pair, impair et passe (Charles 'R' Us)
19. Des vacances au soleil (Charles' Spring Break)
20. Erreur sur la personne (The Wrong Guy)
21. Rêve de jeunesse (Mr. Brilliant)
22. Grand-père est de retour (Meet Grandpa)

### Deuxième saison (1987)
1. La maison se transforme (Amityville)
2. La Vérité à nu (The Naked Truth)
3. La guerre des œufs (The Egg and Us)
4. Lien de parenté (Feud for Thought)
5. La Course au prêt (The Loan Arranger)
6. Le concours (American Teen)
7. Devine qui vient dîner ? (Buddy Comes to Dinner)
8. Un loup dans la bergerie (A Fox in the Henhouse)
9. La manifestation (Pizza Parlor Protest)
10. Négociations en tous genres (Trade Off)
11. Rendez-vous (Dating)
12. Amitié , amitié chérie (Music, Music, Mayhem)
13. Le remplaçant (Buddy in Charge)
14. Faux semblant (Isn't That What's Her Face?)
15. Soirée yougoslave (A Date from Heck)
16. Ciel ma mère (Mama Mia)
17. La braderie (Weekend Weary)
18. Qui a tué la tortue ? (The Case of the Mock Turtle Mystery)
19. Les martiens (U. F. Oh No!)
20. Il était deux fois 1ere partie (Twice Upon a Time: Part 1)
21. Il était deux foie 2eme partie (Twice Upon a Time: Part 2)
22. Le complot (A Job from Heck)
23. Surprise partie (Baby Doll)
24. Liliane marque un point (Lillian Putts Around)
25. L'élève dépasse le maitre (Her Brother's Keeper)
26. La leçon (The Undergraduate)

### Troisième saison (1988)
1. Noël sous la neige (Twice Upon a Time [1/2])
2. Panique à bord (Twice Upon a Time [2/2])
3. Charles attends ! (Baby Doll)
4. La voie à suivre (Speechless)
5. le béguin (Yule Laff)
6. L'école des mannequins (Infatuation)
7. Zéro de conduite (Piece of Cake)
8. On ne vit qu'une fois (Role Model)
9. Buddy et Bunny (The Extremely Odd Couple)
10. Cher Charles (Dorm Warnings)
11. L'avenir tout tracé (Sarah Steps Out)
12. Buddy perd les pédales (The Buddy System)
13. Sarah sort sans son cerbère (Poppa, the Sailor Man)
14. Echange standard (The Pickle Plot)
15. Des coups bas dans les pizzas (Bottle Baby)
16. Frères ennemis (The Blackboard Bungle)
17. Charles joue les héros (Trading Papers)
18. Une maison de rêves (Five Easy Pizzas)
19. Sortez-les (Hero Today, Gone Tomorrow)
20. Nuit de folie (Dutiful Dreamer)
21. L'esclave de ses dames (Berkling Up Is Hard to Do)
22. Un garçon pour deux sœurs (The Boy Who Loved Women)
23. Au tableau ! (May the Best Man Lose)
24. Sean a changé (Runaround Charles)
25. Qui perd gagne (Where the Auction Is)
26. Un mauvais choix (Barbelles)

### Quatrième saison (1989)
1. Qui c'est celui-là (No Nukes, Is Good Nukes)
2. Une tête bien pleine (Ninny and the Professor)
3. Le retour d'Elvis (A Sting of Pearls)
4. Un peu d'intimité (Room at the Bottom)
5. Choses du temps passé (Yesterday Cafe)
6. Liaison fatale (Duelling Presleys)
7. Dodo a bon dos (Walter Gets a Dodo)
8. Les filles sont de sortie (Adam See, Adam Do)
9. On charge Charles (Ladies' Night Out)
10. Buddy avale un poisson rouge (Fatal Obsession)
11. Crème de banane (Still at Large)
12. Ils courent toujours (Chargin' Charles)
13. Le cercle des poètes (A Fish Called Buddy)
14. Charles explose (partie 1 )(Curing the Common Cult)
15. charles explose (partie 2) (Walter's War)
16. Culte interrompu (Second Banana)
17. Mélodrame en sous sol (Poetic License)
18. Charles est une perle (Charles Splits [1/2])
19. La guerre de Walter (Charles Splits [2/2])
20. L'Agenda électronique (The Organization Man)
21. Le père de Buddy (Aunt Vanessa)
22. Chassés-croisés (It's a Blunderfull Life)
23. Tante vanessa (Bad Boy)
24. L'enfer du jeu (Big Bang)
25. Le mauvais garçon (Triple Threat)
26. La poupée (Buddy's Daddy)

### Cinquième saison (1990)
1. Chacun fait ce qui lui plait (Summer Together, Fall Apart)
2. Message divin (Get Thee to a Nuttery)
3. Omniprésence (Three Dates & a Walnut)
4. Bienvenue au club (Out with the in Crowd)
5. Il y a une fille dans mon ficus (There's a Girl in My Ficus)
6. Juge malgré lui (Judge Not Lest Ye Beheaded)
7. Ou est passé Hillary (Child Hoods)
8. Méli-mélo (Baby Bummer)
9. Les vrais amis (Paper Covers Rock)
10. Du conseil au conflit (Advice and Contempt)
11. L'hôpital psychiatrique (Daffy Doc)
12. Buddy disc jockey (Buddy Flips a Disc)
13. Vous avez dit télépathie ?(Don't Rock the Vote)
14. Votez pour moi (Brain Man)
15. Et tout le tremblement (Frankie and Mommy)
16. Chassés-croisés (Let's Quake a Deal)
17. Le retour de Charlie (Up Your IQ)
18. Les retrouvailles (All That Chaz)
19. C'est la panique à l'hotêl (Dead Puck Society)
20. Charlie fait un remplacement (Lost Resort)
21. Charles en cage (La Cage Aux Fools)
22. Le grand père indigne (Seeing Is Believing)
23. Comme en famille (Teacher's Pest)
24. L'amour est aveugle (Charles Be DeMille)
25. Gagner au change (Fair Exchange)
26. Du rêve à la réalité (Almost Family)

## Commentaires
- À l'origine, la sitcom Charles s'en charge devait être programmée dans l'émission d'Antenne 2 Club Sandwich. Le titre Charles in charge apparaît au sommaire de l'émission du 22 septembre 1990[1] dans les magazines télé de l'époque. On aperçoit également divers extraits dans le générique dès septembre 1990.
- À l’origine, le rôle de Charles avait été écrit pour Michael J. Fox, qui a décliné l’offre[2].
- Scott Baio a réalisé 36 épisodes de la série[2].
- Sandra Kerns était un membre régulier du casting de la série. Cependant, dans les deux dernières saisons, elle a brusquement quitté la série et a seulement fait trois autres apparitions (une fois dans la saison quatre et deux fois dans la saison cinq).

## Produits dérivés

### DVD
Éditeur : Elephant Films.
Saison 1 : sortie le 25 mai 2016 (Intégralité des épisodes de la saison 1 en version française d'époque et en version originale sous-titrée en français).
Saison 2 : sortie le 12 avril 2017
Saison 3 : sortie le 21 juin 2017
Saison 4 : sortie le 23 août 2017
Saison 5 : sortie le 22 novembre 2017